# Adrados de Ordás
Adrados de Ordás (en leonés, Hadraos) es una localidad española del municipio de Santa María de Ordás, perteneciente a la provincia de León, en la comunidad autónoma de Castilla y León.

## Geografía

### Ubicación
| Noroeste: Santovenia de San Marcos | Norte: Riocastrillo de Ordás | Noreste: Riocastrillo de Ordás  |
| Oeste: Irián                       | Rosa de los vientos          | Este: Callejo de Ordás          |
| Suroeste San Martín de la Falamosa | Sur: Las Omañas              | Sureste: Villarrodrigo de Ordás |

## Historia
Hacia mediados del siglo XIX, el lugar, ya por entonces perteneciente a Santa María de Ordás, tenía contabilizada una población de 167 habitantes. Aparece descrito en el primer volumen del Diccionario geográfico-estadístico-histórico de España y sus posesiones de Ultramar de Pascual Madoz con las siguientes palabras:

ADRADOS: l. en la prov. de Leon (5 leg.), part. jud. de Murias de Paredes (5), dióc. de Oviedo (18) y ayunt. de Sta. Maria de Ordás: sit. en un ameno vallecito bajo, con vista al S. y clima sano: las casas en lo general de un solo piso: la igl. parr. es propia y el curato de provision particular; hay 2 ermitas y una fuente cuyas buenas aguas fertilizan con su derrame, antes de unirse al r. Luna, las huertas y varias heredades del pueblo, y en union con alguna llovediza, dan impulso á 4 molinos harineros, que solo muelen en el invierno; y una mina de carbon de piedra. Confina el term. por N. con Riocastrillo, por E. con Callejo y Sta. Maria de Ordás, por S. con San Martin de la Falamoza y Villarrodrigo y por O. con Camposalinas é Irian. El terreno es delicioso, de buena calidad y con bastante arbolado de negrillos, robles y chopos. Los caminos son vecinales. Prod. trigo, centeno, lino, legumbres, patatas, hortalizas y mucha fruta de hueso y manzanas; ganado lanar y vacuno. Pobl. 40 vec.: 167 alm. Contr. con el ayunt. (V.).
(Madoz, 1845, p. 97)

## Demografía
En 2023, la entidad singular de población tenía empadronados treinta habitantes y el núcleo de población, también treinta.
| Gráfica de evolución demográfica de Adrados de Ordás entre 2000 y 2016 |
|                                                                        |
| Población de derecho (2000-2016) según el padrón municipal del INE     |